# Stop for a Minute
"Stop for a Minute" é uma canção da banda britânica de rock alternativo Keane, com a participação do rapper somali-canadense K'naan. A canção foi extraída como primeiro e único single oficial do extended play Night Train, lançado em 2010.
Foi lançada no dia 5 de maio de 2010, no iTunes.
A canção faz parte da trilha sonora PES 2011.

## Lista de faixas
| Download Digital |                     |                                                     |                        |         |  |
| N.º              | Título              | Compositor(es)                                      | Produtor(es)           | Duração |  |
| 1.               | "Stop for a Minute" | Tom Chaplin, Richard Hughes, Tim Rice-Oxley, K'naan | Keane / Fraser T Smith | 4:07    |  |

| Versão de rádio |                                    |                                                     |                        |         |  |
| N.º             | Título                             | Compositor(es)                                      | Produtor(es)           | Duração |  |
| 1.              | "Stop for a Minute"                | Tom Chaplin, Richard Hughes, Tim Rice-Oxley, K'naan | Keane / Fraser T Smith | 3:38    |  |
| 2.              | "Stop for a Minute (feat. K'naan)" | Tom Chaplin, Richard Hughes, Tim Rice-Oxley, K'naan | Keane / Fraser T Smith | 3:48    |  |

## Posição nas paradas musicais
| Paradas (2010)                   | Melhor posição |
| -------------------------------- | -------------- |
| Bélgica - Ultratop 50 (Flandres) | 31             |
| Bélgica - Ultratop 40 (Valônia)  | 14             |
| Dinamarca - Tracklisten          | 15             |
| European Hot 100                 | 74             |
| Japão - Japan Hot 100            | 80             |
| Irlanda - IRMA                   | 27             |
| Países Baixos - Dutch Top 40     | 14             |
| Reino Unido - UK Singles Chart   | 40             |
| Reino Unido - UK R&B Chart       | 14             |

## Histórico de lançamento
| País           | Data                        |
| -------------- | --------------------------- |
| Reino Unido    | 5 de maio de 2010 (digital) |
| Reino Unido    | 10 de maio de 2010 (físico) |
| Estados Unidos | 11 de maio de 2010          |